# Länsfängelset i Växjö
Länsfängelset i Växjö, senare Centralfängelset i Växjö, var ett cellfängelse öppnat 1848. Åren 1914-1962 var det centralanstalt för kvinnor. 

## Historia
Innan cellfängelsets tillkomst fanns det ett äldre länshäkte i Växjö, med fyra fångrum i ett stenhus, varav två under jord. År 1835 hade häktet 10 rum med plats för ett sjuttiotal fångar. 

### Cellfängelsets byggnad
Det nya cellfängelset var utformat enligt den fängelsereform, som beslutats vid 1841-42 års riksdag. Byggnaden var till utseendet lik andra enrumsfängelser från tiden med sammanlagt 93 celler, fördelade på tre våningar. Den uppfördes centralt på Norra Esplanaden efter ritningar av Carl Fredrik Hjelm och togs i bruk i slutet av 1848. Byggnadskostnaden var 143 788 kronor. Anstaltens uppgift var från början att utgöra länsfängelse för Kronobergs län.

### Avdelning för lösdrivare på tvångsarbete
Fängelsets uppgifter kom efterhand att förändras. Då 1885 en lag om "lösdrivares behandling" antogs, inrättade man en avdelning för "lösdrivare på tvångsarbete". Man fick även i flera gånger överta dömda lösdrivare från Länsfängelset i Jönköping, från kronoarbetskompaniet i Vaxholm och från Länsfängelset i Kristianstad. Avdelningen lades ned 1894, då de intagna kunde överföras till den nyöppnade tvångsarbetsanstalten i Svartsjö.

### Kvinnliga fångar
Några år efter sekelskiftet 1900 inrättades en avdelning för kvinnliga fångar och interner överfördes från fängelset i Landskrona och från Länsfängelset i Kalmar. I början av 1912 fick man överta de kvarvarande kvinnliga fångarna från Landskrona och i februari 1913 tillkom trettio kvinnliga fångar från Stockholm. För dessa fångars sysselsättning anordnade man sömnadsarbete och symaskiner inköptes. Man hade fått platsbrist, eftersom det fortfarande även fanns en avdelning med manliga fångar. År 1911 påbörjades en utbyggnad intill fängelsets östra gavel, som inrymde 24 celler, skolsal och arbetssal för kvinnliga fångar.

### Centralfängelse för kvinnor 1914-1962
Från 1914 benämndes anstalten Centralfängelse för kvinnor, trots att det fortfarande fanns kvar en avdelning för män. Efterhand anställdes alltmer kvinnlig personal och 1922 anordnades den första särskilda utbildningskursen för kvinnliga befattningshavare på fängelset, där tio vaktfruar och två kokerskor deltog. Åren 1923-1925 byggdes stora delar av de administrativa utrymmena om och moderniserades. I oktober 1927 togs en psykiatrisk avdelning för kvinnor i bruk i tillbyggnadens två översta våningar, avsedd för undersökningspatienter och straffriförklarade kvinnor samt senare även för så kallade förminskat tillräkneliga.   
I början av 1960-talet flyttades de kvinnliga intagna till den nyöppnade Anstalten Hinseberg och fängelset användes fram till nedläggningen 1995 för manliga intagna.

## Ombyggnad till bostäder
Efter nedläggningen satte Växjö kommun som villkor för exploateringen av fängelseområdet, att själva byggnaden skulle byggas om till bostäder på ett pietetsfullt sätt. Ombyggnaden fick Växjö kommuns byggnadspris 2001.